# Novo Selo (Zenica, BiH)
Novo Selo je naseljeno mjesto u gradu Zenici, Federacija Bosne i Hercegovine, BiH.

## Stanovništvo

### 1991.
Nacionalni sastav stanovništva 1991. godine, bio je sljedeći:
ukupno: 259
- Hrvati - 228
- Muslimani- 7
- Srbi - 2
- Jugoslaveni - 9
- ostali, neopredijeljeni i nepoznato - 13

### 2013.
Nacionalni sastav stanovništva 2013. godine, bio je sljedeći:
ukupno: 141
- Hrvati - 91
- Srbi - 7
- Bošnjaci - 5
- ostali, neopredijeljeni i nepoznato - 38